# Presidenti della Grande assemblea nazionale della Turchia
La seguente lista elenca i Presidenti della Grande Assemblea Nazionale della Turchia. Dal 22 novembre 2015 İsmail Kahraman, appartenente al Partito della Giustizia e dello Sviluppo, è il Presidente del Parlamento.
La Grande Assemblea Nazionale Turca (turco: Türkiye Büyük Millet Meclisi), fondata nel 1920, è il Parlamento della Repubblica di Turchia.

## Compiti del Presidente della Grande Assemblea Nazionale Turca
Il Presidente della Grande Assemblea Nazionale Turca sostituisce il Presidente della Repubblica in caso di morte, se temporaneamente non in grado di svolgere le sue funzioni in caso di malattia o quando il Presidente della Repubblica è all'estero o per qualsiasi altra assenza dovuta al suo compito istituzionale.

## Lista dei Presidenti della Grande Assemblea Nazionale della Turchia
|                            | Immagine | Nome                          | Inizio carica    | Fine carica       | Partito                                  |
| Grande Assemblea Nazionale |          |                               |                  |                   |                                          |
| 1                          |          | Mustafa Kemal Atatürk         | 24 aprile 1920   | 29 ottobre 1923   | Partito Popolare Repubblicano            |
| 2                          |          | Ali Fethi Okyar               | 1º novembre 1923 | 22 novembre 1924  | Partito Popolare Repubblicano            |
| 3                          |          | Kâzım Özalp                   | 26 novembre 1924 | 1º marzo 1935     | Partito Popolare Repubblicano            |
| 4                          |          | Mustafa Abdülhalik Renda      | 1º marzo 1935    | 5 agosto 1946     | Partito Popolare Repubblicano            |
| 5                          |          | Kazim Karabekir               | 5 agosto 1946    | 26 gennaio 1948   | Partito Popolare Repubblicano            |
| 6                          |          | Ali Fuat Cebesoy              | 30 gennaio 1948  | 1º novembre 1948  | Partito Popolare Repubblicano            |
| 7                          |          | Şükrü Saracoğlu               | 1º novembre 1948 | 22 maggio 1950    | Partito Popolare Repubblicano            |
| 8                          |          | Refik Koraltan                | 22 maggio 1950   | 27 maggio 1960    | Partito Democratico                      |
| Camera dei Rappresentanti  |          |                               |                  |                   |                                          |
| 9                          |          | Kâzım Orbay                   | 9 gennaio 1961   | 26 ottobre 1961   | Indipendente                             |
| Assemblea nazionale        |          |                               |                  |                   |                                          |
| 10                         |          | Fuat Sirmen                   | 1º novembre 1961 | 10 ottobre 1965   | Partito Popolare Repubblicano            |
| 11                         |          | Ferruh Bozbeyli               | 22 ottobre 1965  | 1º novembre 1970  | Partito della Giustizia                  |
| 12                         |          | Sabit Osman Avcı              | 26 novembre 1970 | 14 ottobre 1973   | Partito della Giustizia                  |
| 13                         |          | Kemal Güven                   | 18 dicembre 1973 | 5 giugno 1977     | Partito Popolare Repubblicano            |
| 14                         |          | Cahit Karakaş                 | 17 novembre 1977 | 12 settembre 1980 | Partito Popolare Repubblicano            |
| Assemblea consultiva       |          |                               |                  |                   |                                          |
| 15                         |          | Sadi Irmak                    | 27 ottobre 1981  | 4 dicembre 1983   | Indipendente                             |
| Grande Assemblea Nazionale |          |                               |                  |                   |                                          |
| 16                         |          | Necmettin Karaduman           | 4 dicembre 1983  | 29 novembre 1987  | Partito della Madrepatria                |
| 17                         |          | Yıldırım Akbulut (1º mandato) | 24 dicembre 1987 | 9 novembre 1989   | Partito della Madrepatria                |
| 18                         |          | İsmet Kaya Erdem              | 21 novembre 1989 | 20 ottobre 1991   | Partito della Madrepatria                |
| 19                         |          | Hüsamettin Cindoruk           | 16 novembre 1991 | 1º ottobre 1995   | Partito della Retta Via                  |
| 20                         |          | İsmet Sezgin                  | 18 ottobre 1995  | 24 dicembre 1995  | Partito della Retta Via                  |
| 21                         |          | Mustafa Kalemli               | 25 gennaio 1996  | 30 settembre 1997 | Partito della Madrepatria                |
| 22                         |          | Hikmet Çetin                  | 16 ottobre 1997  | 18 aprile 1999    | Partito Popolare Repubblicano            |
| 23                         |          | Yıldırım Akbulut (2º mandato) | 20 maggio 1999   | 30 settembre 2000 | Partito della Madrepatria                |
| 24                         |          | Ömer İzgi                     | 18 ottobre 2000  | 3 novembre 2002   | Partito del Movimento Nazionalista       |
| 25                         |          | Bülent Arınç                  | 19 novembre 2002 | 22 luglio 2007    | Partito della Giustizia e dello Sviluppo |
| 26                         |          | Köksal Toptan                 | 9 agosto 2007    | 9 agosto 2009     | Partito della Giustizia e dello Sviluppo |
| 27                         |          | Mehmet Ali Şahin              | 9 agosto 2009    | 7 luglio 2011     | Partito della Giustizia e dello Sviluppo |
| 28                         |          | Cemil Çiçek                   | 7 luglio 2011    | 1º luglio 2015    | Partito della Giustizia e dello Sviluppo |
| 29                         |          | İsmet Yılmaz                  | 1º luglio 2015   | 1º novembre 2015  | Partito della Giustizia e dello Sviluppo |
| 30                         |          | İsmail Kahraman               | 22 novembre 2015 | 7 luglio 2018     | Partito della Giustizia e dello Sviluppo |
| 31                         |          | Binali Yıldırım               | 12 luglio 2018   | 18 febbraio 2019  | Partito della Giustizia e dello Sviluppo |
| 32                         |          | Mustafa Şentop                | 24 febbraio 2019 | 2 giugno 2023     | Partito della Giustizia e dello Sviluppo |
| 33                         |          | Devlet Bahçeli (pro tempore)  | 2 giugno 2023    | 7 giugno 2023     | Partito del Movimento Nazionalista       |
| 34                         |          | Numan Kurtulmuş               | 7 giugno 2023    | in carica         | Partito della Giustizia e dello Sviluppo |

| Legende: | CHP | DP | AP | ANAP | DYP | MHP | AKP | Indipendente |